# Сентоса
Сентоса — острів, що належить Сінгапуру, розташований на південь від головного острова Пулау Уджонг та з'єднаний з ним мостом. На острові розташований однойменний парк розваг, готелі, пляжі, Форт Сілосо. Належить до планувального району Південні острови.

## Історія
На Сентосі з середини XIX сторіччя до 1941 року було побудовано декілька фортів, які охороняли гавань Сінгапуру.
До 1972 року острів називали малай. Pulau Belakang Mati — «острів смерті, що підкрадається ззаду».

## Атракціони
- Океанаріум та парк розваг на воді Парк Марін Лайф
- Парк метеликів
- Парк розваг студії Universal Studios
- Тропічна стежка

## Транспорт
На Сентосу з головного острова Сінгапуру Пулау Уджонг можна дістатися пішки або автомобілем через міст. Також є монорельсова залізниця, яка з'єднує основні атракціони зі станцією метро ХарборФронт. Від станцій монорельсу до віддалених частин острова курсують автобуси.
Наявна також канатна дорога над протокою.